# Betina fon Arnim
Betina fon Arnim (Frankfurt na Majni, 4. april 1785 — Berlin, 20. januar 1859), rođena kao Elizabet Katarina Ludovika Magdalena Bretano je bila nemačka književnica i spisateljica. Bavila se i komponovanjem, izdavaštvom i društvenim aktivizmom.
Kao supruga I. A. Arnima i sestra Klementa Brentana, dolazila je u dodir s najistaknutijim imenima nemačke romantike, a posebno su značajne njene veze s krugom oko Getea, Betovena i Šlajermahera. Bila je pobornica pokreta za emancipaciju žena. Roman u obliku pisma ili knjige uspomena, u kojem dolazi do izražaja njena strasna i maštovita narav, kao i dodir sa istaknutim savremenicima, najbolji je deo njenog rada.
Mnogi vodeći kompozitori tog vremena, uključujući Feliksa i Fani Mendelson, Roberta i Klaru Šuman, Franca Lista, Bramsa, divili su se njenom duhu i talentu. Njen stil je bio nekonvencionalan i stapao je omiljene narodne melodije i istorijske teme sa inovativnim harmonijama i improvizacijama koje su postale sinonim za muziku tog doba.

## Porodica i život
Elizabet Bretano je rođena u Frankfurtu na Majni 4. aprila 1785. godine u velikoj porodici Brentano italijanskog trgovca. Njen brat Klemens Brentano je bio poznati lirski pesnik, a baka Sofia je bila romanopisac.
Nakon školovanja u školi u sklopu samostana u Friclaru od 1794. do 1797. godine, Betina je neko vreme živela sa svojom bakom u Ofenbahu na Majni, a od 1803. do 1806. sa svojim šurakom Fridrihom fon Savinjijem, poynatim pravnikom, u Marburgu.
1807. godine u Vajmaru Betina je upoznala Getea, 1810. godine je boravila u Beču, u domu svog polubrata Franca Brentana i njegove žene Antonije i preko njih upoznala i Betovena.
U periodu od 1806. do 1808. godine Betina je pomogla u prikupljanju narodnih pesama za zajedničku zbirku njenog brata Klemensa i njenog budućeg muža Ahima. Ta zbirka je kasnije postala kamen temeljac romantičnog muzičkog i poetskog stila, a pesme su kasnije upotrebili broni kompozitori za svoja dela.
1809. godine je bila na studijama glasa, kompozicije i klavira u Minhenu kod Sebastijana Bopa, da bi kasnije objavila i svoju prvu pesmu.
1811. godine Betina se udala za Ahima for Arnima, poznatog romantičnog pesnika i člana ugledne porodice Arnim. Par se prvo nastanio u zamku Vipersdorf, a nakon toga u Berlinu. Tokom 20 godina braka imali su sedmoro dece, a Ahim je preminuo 1831. godine. Iako su kućne i bračne obaveze umanjile njenu produktivnost trudila se da piše pesme i u tom periodu, a neke od njih su kasnije i objavljene. Nakon smrti muža nastavila je u većoj meri svoju posvećenost kreativnoj zajednici i društvenom aktivizmu. Objavila je i zbirku pesama kao javnu podršku pruskom muzičkom direktoru Gasparu Spontiniju.
Nastavila je da piše i objavljuje sve do 20. januara 1859. godine kada je preminula u svom domu u Berlinu u 73. godini života, a sahranjena je u porti crkve u Viperdorfu.
Njena književna zaostavština se nalazi u zbirkama više muzeja, a njen lik se nalazio od 1991. do 2001. na novčanici od 5 nemačkih maraka.

## Dela
- „Geteovo dopisivanje s jednim djetetom“
- „Ova knjiga je kraljeva“
- „Proljetni vijenac Klementa Brentana“